# Suczki (powiat ełcki)
Suczki (niem. Sutzken) – wieś w Polsce położona w województwie warmińsko-mazurskim, w powiecie ełckim, w gminie Ełk. Sąsiaduje bezpośrednio z jez. Bajtkowskim.
Wieś została założona przez osadników polskich. Istniała już w 1484 roku.
W latach 1975–1998 miejscowość należała administracyjnie do województwa suwalskiego.